# Eupithecia intolerabilis
Eupithecia intolerabilis es una especie de polilla de la familia Geometridae. La especie fue descrita por primera vez por András Mátyás Vojnits habiendo sido descrita en 1981, con distribución en China. El holotipo de la especie fue descrita en el sector Li-kiang, al norte de Yunnan y a una altitud de 4000 metros (13 123,4 pies).